# Cycas conferta
Cycas conferta es una especie de Cycadopsida del género Cycas, de la familia Cycadaceae, del orden Cycadales.

## Distribución
Cycas conferta se distribuye por Australia (Territorio del Norte).

## Taxonomía
Fue descrita científicamente por Chirgwin ex Chirgwin & Wigston. Fue publicado por primera vez en Chirgwin ex Chirgwin & Wigston. In: J. Adelaide Bot. Gard. 15(2): 147. (1993).